# لیگ برتر فوتبال نروژ
 لیگ برتر فوتبال نروژ  (به نروژی: Tippeligaen) معتبرترین لیگ فوتبال در کشور نروژ است که در ۱۹۳۱ میلادی بنیان‌گذاری شده که از سال ۱۹۹۱ تاکنون با سیستم کنونی برگزار می‌شود. این لیگ از ۱۶ تیم که از سراسر کشور نروژ در آن شرکت می‌کنند برگزار می‌شود.
باشگاه فوتبال روزنبورگ با ۲۶ قهرمانی پرافتخارترین تیم این سری مسابقات به حساب می‌آید.

## هواداران
| سال  | مجموع     | میانگین |
| ---- | --------- | ------- |
| ۱۹۸۵ | ۵۸۱ ۱۷۷   | ۴ ۴۰۳   |
| ۱۹۸۶ | ۴۲۶ ۳۴۹   | ۳ ۲۲۹   |
| ۱۹۸۷ | ۴۶۹ ۰۳۰   | ۳ ۵۵۳   |
| ۱۹۸۸ | ۵۷۶ ۲۵۷   | ۴ ۳۶۵   |
| ۱۹۸۹ | ۶۲۴ ۶۷۹   | ۴ ۷۳۲   |
| ۱۹۹۰ | ۶۴۷ ۴۸۹   | ۴ ۹۰۵   |
| ۱۹۹۱ | ۷۰۶ ۵۰۸   | ۵ ۳۵۲   |
| ۱۹۹۲ | ۶۷۱ ۹۰۳   | ۵ ۰۸۳   |
| ۱۹۹۳ | ۷۳۱ ۵۶۵   | ۵ ۵۴۲   |
| ۱۹۹۴ | ۶۸۸ ۵۸۹   | ۵ ۲۱۶   |
| ۱۹۹۵ | ۸۴۱ ۷۱۷   | ۴ ۶۲۴   |
| ۱۹۹۶ | ۸۴۱ ۳۶۸   | ۴ ۶۲۲   |
| ۱۹۹۷ | ۷۷۲ ۱۹۷   | ۴ ۲۴۲   |
| ۱۹۹۸ | ۹۵۹ ۳۱۷   | ۵ ۲۷۰   |
| ۱۹۹۹ | ۹۸۳ ۶۳۰   | ۵ ۴۰۴   |
| ۲۰۰۰ | ۱ ۰۲۴ ۷۲۲ | ۵ ۶۳۹   |
| ۲۰۰۱ | ۱ ۰۱۳ ۲۶۴ | ۵ ۵۶۷   |
| ۲۰۰۲ | ۱ ۰۹۲ ۳۵۹ | ۶ ۰۰۲   |
| ۲۰۰۳ | ۱ ۱۹۸ ۷۹۸ | ۶ ۵۸۷   |
| ۲۰۰۴ | ۱ ۴۵۸ ۲۵۸ | ۸ ۰۱۲   |
| ۲۰۰۵ | ۱ ۷۲۷ ۱۰۱ | ۹ ۴۸۹   |
| ۲۰۰۶ | ۱ ۶۵۵ ۵۷۲ | ۹ ۰۹۷   |
| ۲۰۰۷ | ۱ ۹۱۴ ۹۰۷ | ۱۰ ۵۲۱  |
| ۲۰۰۸ | ۱ ۷۸۵ ۸۱۵ | ۹ ۸۱۲   |